# Chung kết Cúp C2 châu Âu 1998
Chung kết Cúp C2 châu Âu 1998 hay Chung kết UEFA Cup Winners' Cup 1998 là một trận bóng đá diễn ra vào ngày 13 tháng 5 năm 1998 trên Sân vận động Råsunda ở Stockholm, Thụy Điển để xác định đội vô địch Cúp C2 châu Âu 1997-98. Trận đấu diễn ra giữa Chelsea của Anh và Stuttgart của Đức và là trận chung kết thứ 38 của giải đấu bóng đá lớn thứ hai châu Âu khi đó là UEFA Cup Winners' Cup.
Cả hai câu lạc bộ đã trải qua tám trận đấu ở bốn vòng để góp mặt trong trận chung kết.
Trước sự chứng kiến của 30,216 khán giải Chelsea giành chiến thắng 1–0, với bàn thắng duy nhất Gianfranco Zola trong hiệp hai. Với kết quả này, câu lạc bộ đến từ Anh đã giành cú đúp, trước đó họ đã giành Cúp Liên đoàn. Đây là chức vô địch Cup Winners' Cup thứ hai của Chelsea, sau chiến thắng năm 1971. Với việc giành chức vô địch, họ cũng giành quyền tham dự UEFA Super Cup 1998.

## Đường tới chung kết
| Chelsea           | Chelsea    | Chelsea | Chelsea | Vòng     | Stuttgart        | Stuttgart  | Stuttgart | Stuttgart |
| ----------------- | ---------- | ------- | ------- | -------- | ---------------- | ---------- | --------- | --------- |
| Đối thủ           | Tổng tỉ số | Lượt đi | Lượt về |          | Đối thủ          | Tổng tỉ số | Lượt đi   | Lượt về   |
| Slovan Bratislava | 4–0        | 2–0 (N) | 2–0 (K) | Vòng một | ÍBV              | 5–2        | 3–1 (K)   | 2–1 (N)   |
| Tromsø            | 9–4        | 2–3 (K) | 7–1 (N) | Vòng hai | Germinal Ekeren  | 6–4        | 4–0 (K)   | 2–4 (N)   |
| Real Betis        | 5–2        | 2–1 (K) | 3–1 (N) | Tứ kết   | Slavia Praha     | 3–1        | 1–1 (K)   | 2–0 (N)   |
| Vicenza           | 3–2        | 0–1 (K) | 3–1 (N) | Bán kết  | Lokomotiv Moskva | 3–1        | 2–1 (N)   | 1–0 (K)   |

## Trận đấu

### Chi tiết
| Chelsea  | 1–0      | Stuttgart |
| -------- | -------- | --------- |
| Zola 71' | Chi tiết |           |

| Chelsea | Stuttgart |

| GK                       | 1  | Ed de Goey        |     |     |
| RB                       | 6  | Steve Clarke      |     |     |
| CB                       | 5  | Frank Leboeuf     |     |     |
| CB                       | 12 | Michael Duberry   |     |     |
| LB                       | 17 | Danny Granville   |     |     |
| RM                       | 2  | Dan Petrescu      | 85' |     |
| CM                       | 11 | Dennis Wise (c)   | 25' |     |
| CM                       | 8  | Gus Poyet         |     | 81' |
| LM                       | 16 | Roberto Di Matteo |     |     |
| CF                       | 9  | Gianluca Vialli   |     |     |
| CF                       | 19 | Tore André Flo    |     | 71' |
| Dự bị:                   |    |                   |     |     |
| GK                       | 13 | Kevin Hitchcock   |     |     |
| DF                       | 18 | Andy Myers        |     |     |
| DF                       | 26 | Laurent Charvet   |     |     |
| MF                       | 24 | Eddie Newton      |     | 81' |
| MF                       | 28 | Jody Morris       |     |     |
| FW                       | 10 | Mark Hughes       |     |     |
| FW                       | 25 | Gianfranco Zola   |     | 71' |
| Cầu thủ-Huấn luyện viên: |    |                   |     |     |
| Gianluca Vialli          |    |                   |     |     |

| GK               | 1  | Franz Wohlfahrt    |       |     |
| SW               | 6  | Murat Yakin        |       |     |
| CB               | 14 | Thomas Schneider   |       | 55' |
| CB               | 4  | Thomas Berthold    |       |     |
| RM               | 8  | Marco Haber        |       | 75' |
| CM               | 20 | Zvonimir Soldo     |       |     |
| CM               | 23 | Gerhard Poschner   | 90+2' |     |
| LM               | 7  | Matthias Hagner    |       | 79' |
| AM               | 10 | Krasimir Balakov   |       |     |
| CF               | 19 | Jonathan Akpoborie | 33'   |     |
| CF               | 11 | Fredi Bobic (c)    |       |     |
| Dự bị:           |    |                    |       |     |
| GK               | 25 | Marc Ziegler       |       |     |
| DF               | 21 | Jochen Endreß      |       | 55' |
| DF               | 26 | Mitko Stojkovski   |       |     |
| MF               | 15 | Matthias Becker    |       |     |
| MF               | 16 | Kristijan Đorđević |       | 75' |
| MF               | 22 | Krisztián Lisztes  |       |     |
| FW               | 9  | Sreto Ristić       |       | 79' |
| Huấn luyện viên: |    |                    |       |     |
| Joachim Löw      |    |                    |       |     |

| Cầu thủ xuất sắc nhất trận đấu: Gianfranco Zola (Chelsea) Trợ lý trọng tài: Gennaro Mazzei (Ý) Pietro Contente (Ý) Trọng tài dự bị: Livio Bazzoli (Ý) | Điều lệ - 90 phút. - 30 phút hiệp phụ với bàn thắng vàng nếu cần. - Sút luân lưu nếu tỉ số vẫn hòa. - Đăng ký bảy cầu thủ dự bị. - Thay tối đa ba cầu thủ. |

### Số liệu thống kê
|                | Chelsea | Stuttgart |
| -------------- | ------- | --------- |
| Bàn thắng      | 0       | 0         |
| Sút            | 7       | 4         |
| Sút trúng gôn  | 1       | 1         |
| Kiểm soát bóng | 47%     | 53%       |
| Phạt góc       | 1       | 2         |
| Lỗi            | 9       | 11        |
| Việt vị        | 2       | 2         |
| Thẻ vàng       | 1       | 1         |
| Thẻ đỏ         | 0       | 0         |

|                | Chelsea | Stuttgart |
| -------------- | ------- | --------- |
| Bàn thắng      | 1       | 0         |
| Sút            | 12      | 7         |
| Sút trúng gôn  | 4       | 1         |
| Kiểm soát bóng | —       | —         |
| Phạt góc       | 4       | 5         |
| Lỗi            | 17      | 22        |
| Việt vị        | 2       | 5         |
| Thẻ vàng       | 0       | 0         |
| Thẻ đỏ         | 1       | 1         |

|                | Chelsea | Stuttgart |
| -------------- | ------- | --------- |
| Bàn thắng      | 1       | 0         |
| Sút            | 19      | 11        |
| Sút trúng gôn  | 5       | 2         |
| Kiểm soát bóng | 48%     | 52%       |
| Phạt góc       | 5       | 7         |
| Lỗi            | 26      | 33        |
| Việt vị        | 4       | 7         |
| Thẻ vàng       | 1       | 1         |
| Thẻ đỏ         | 1       | 1         |